# Pilea confusa
Pilea confusa är en nässelväxtart som beskrevs av Julius Sterling Morton. Pilea confusa ingår i släktet pileor, och familjen nässelväxter. Inga underarter finns listade i Catalogue of Life.